# Mut
Mut, tudi Maut in Mout (slovensko mati), je bila egipčanska boginja z več vlogami, ki so se v več tisoč letih egipčanske zgodovine spreminjale.  Spadala je med prvobitna  božanstva, povezana z vodami, iz katerih je bilo s partenogenezo rojeno vse. Upodabljali so jo kot žensko z žensko pričesko. Faraoni so spodbujali njeno čaščenje, ker so s tem poudarjali svojo avtoriteto in pravico do oblasti.
Boginjo Mut so naslavljali z različnimi naslovi, vključno z mati sveta, kraljica boginj, tista, ki daje rojstvo, vladarica nebes in mati bogov.

## Mitologija
Mut je bila Amonova partnerica  in zavetnica faraonov Srednjega (okoli 2055–1650 pr. n. št.) in Novega kraljestva (okoli 1550–1070 pr. n. št.). V zgodnji egipčanski zgodovini sta bili Amonovi partnerici boginji  Amunet in Vorset, kateri je v Novem  kraljestvu spodrinila Mut.  Mut se je v besedilih in umetnosti pojavila šele v poznem Srednjem kraljestvu.  Amon in Mut sta bila zavetnika Teb, glavnega mesta Gornjega Egipta, v katerih sta s sinom Honsujem tvorila tebansko triado. 
Druga glavna Mutina vloga je bila vloga boginje levinje, gornjeegipčanske protiuteži strašne boginje Spodnjega Egipta Sekmet.

## Upodabljanje
V umetnosti se je Mut upodabljala kot ženska z jastrebovimi krili. V rokah je imela ankh, na glavi pa dvojno krono Gornjega in Spodnjega Egipta. Njena obleka je bila rdeča ali modra. Na stopalih je bilo pero boginje Maat.
Zaradi asimilacije v druge boginje se je včasih upodabljala kot kobra, mačka, krava. levinja in jastreb. Proti koncu Novega kraljestva so Mut  skoraj  vedno upodabljali z dvojno krono in jo naslavljali »kraljica nebes,  priležnica vseh bogov«. 

## Karnak
Boginji Mut posvečeni templji še vedno stojijo tako v Egiptu kot v Sudanu. 
Središče njenega kulta je bil tempelj v Karnaku. V njem je stal kip, ki naj bi bil utelešenje njene ka (duše). V njeno čaščenje so spadali vsakodnevni obredi, ki so jih opravljali faraon in njene svečenice. Njen tempelj je bil edini v Egiptu, ki so ga upravljale izključno ženske. Administrativne zadeve so izjemoma opravljali tudi svečeniki.
Glavna svečenica v tempeljskem obredju je bila običajno kraljica. Obredom je prisostvoval tudi faraon, ki je po smrti postal bog. Če je v Egiptu vladala faraonka, je bila glavna svečenica običajno njena hči. V obrede sta spadala tudi glasba in pitje.
Tempelj v Karnaku je ponovno zgradila faraonka Hačepsut  iz Osemnajste dinastije. Zaradi več sto kipov boginje Sekmet z imenom Amenhotepa III. so arheologi domnevali, da je tempelj zgradil prav on. Kasneje se je izkazalo, da je dela 75 let pred njim zaključila Hačepsut. Domneva se, da je Amenhotep III. odstranil večino sledov za Hačepsut, in sebi pripisal njene zasluge.
Hačepsut je bila tudi prva, ki je začela boginjo upodabljati z dvojno krono obeh Egiptov. Istovetila se je z njo  in trdila, da je njena potomka, zato jo je ponovno potisnila v ospredje egipčanskega panteona. Pogosto se je istovetila  tudi z boginjo Sekmet, ki je bila bolj agresivna boginja. Hačepsut se je v prvem delu svojega vladanja izkazala za uspešno bojevnico za prestol.  
Kasneje v Osemnajsti dinastiji je faraon Ehnaton zatrl čaščenje Mut in drugih bogov in promoviral enoboštvo in čaščenje svojega boga Atona. Njegov sin Tutankamon je po očetovi smrti vzpostavil prejšnje  stanje in se tudi sam povezoval  z boginjo Mut. 
Ramzes II. iz Devetnajste dinastije je obnovil Mutin tempelj in več drugih na karnaškem tempeljskem kompleksu. 
Kušitski (nubijski) faraoni iz Petindvajsete dinastije so razširili Mutin tempelj, Ramzesovega pa so preuredili  v svetišče, v katerem so proslavljali Amonovo in Honsujevo rojstvo in se poskušali vključiti v egipčansko božansko nasledstvo. Med Mutine svečenice so vključili tudi svoje svečenice.
Grška Ptolemajska dinastija je v tempelj dodala svoje okrasje in svečenice in izkoriščala Mutin kult za svoje lastne  interese.
Kasneje je rimski cesar Tiberij obnovil svetišča, poškodovana zaradi visokih poplav. Aktivna so ostala vse do konca rimskega obdobja v 3. stoletju n. št. Kasnejši rimski guvernerji so gradivo iz templja uporabili za svoje gradnje. Reliefe na kamnitih blokih so pogosto pustili nedotaknjene.

## Vir
- Pinkowski, Jennifer (2006). "Egypt's Ageless Goddess". Archaeology 59 (5). Pridobljeno 29. novembra 2015.